# Ecoinformática
La Ecoinformática es la disciplina científica que aplica matemáticas, estadística, ciencias de la computación e ingeniería al estudio de los ecosistemas y a su gestión. Es por lo tanto un  campo interdisciplinario, cuyas aplicaciones abarcan temas como sustentabilidad, conservación, y política ambiental. La ecoinformática tiene como objetivo facilitar la investigación, la gestión del medio ambiente mediante el desarrollo de nuevas formas de acceder e integrar bases de datos sobre información ambiental, y el desarrollo de nuevos algoritmos que permitan combinar diferentes conjuntos de datos ambientales para poner a prueba hipótesis ecológicas.
Definiciones tempranas de ecoinformática se centraron en la creación de herramientas informáticas para el análisis y el intercambio de datos sobre los sistemas naturales:  "La ecoinformática es la síntesis de las ciencias ambientales y ciencias de la información que define las entidades y los procesos de los sistemas naturales en un lenguaje que los humanos y las computadoras puedan manejar."
Actualmente, el alcance y los objetivos de la ecoinformática se han ampliado de tal forma que no solo se considera como parte de ésta el desarrollo de estándares de metadatos para ser utilizados en la documentación de los conjuntos de datos. Así encontramos definiciones más recientes de ecoinformática: 
- "Un marco de trabajo que ayuda a los científicos a generar conocimiento a través de herramientas y enfoques innovadores para descubrir, administrar, integrar, analizar, visualizar y preservar datos e información biológicos, ambientales y socioeconómicos."[3]
- "Es el estudio de la estructura inherente de la información ecológica con el fin de crear y aplicar la tecnología informática para su gestión y análisis. En concreto, es la ciencia de desarrollar bases de datos informáticas y algoritmos para facilitar y agilizar la investigación ecológica a gran escala"[4]

Las iniciativas actuales para gestionar, compartir y reutilizar datos ecológicos eficazmente son indicativos de la importancia cada vez mayor de la información ecológica. Como ejemplos de esto están los proyectos Datanet, DataONE de la National Science Foundation y el Sistema Nacional de Información sobre la Biodiversidad (SNIB) a cargo de la Comisión Nacional para el Conocimiento y Uso de la Biodiversidad.